# Robert (roman)
Pour les articles homonymes, voir Robert.
Robert, sous-titré « Supplément à L'École des femmes », est un roman d'André Gide publié en janvier 1930 aux éditions de La Nouvelle Revue française chez Gallimard. Ce roman fait partie d'une trilogie, dont il constitue le « deuxième tome » incluant L'École des femmes (1929) et Geneviève (1936).

## Historique du roman
Alors que la maturation du projet et l'écriture de L'École des femmes fut longue (de 1919 à 1929), André Gide se décida rapidement à apporter une suite à ce roman en proposant un point de vue en contrepoint du journal intime de l'Évelyne du premier roman. Pendant qu'il passe des vacances chez Roger Martin du Gard en août 1929, c'est en partie grâce à la réception d'une lettre du critique Ernst Robert Curtius — qui avait défendu L'École des femmes des attaques de la presse littéraire en 1929 et auquel le roman sera finalement dédié —, qu'André Gide débute quasi immédiatement l'écriture du journal de Robert, le mari d'Évelyne. L'écriture se déroule en quelques jours de septembre 1929, après notamment la consultation et la lecture de passages à certains amis, dont notamment François Mauriac, Jean Schlumberger et François Le Grix, directeur de La Revue hebdomadaire.
La première parution de Robert a lieu en deux parties dans La Revue hebdomadaire des 11 et 18 janvier 1930, puis aux éditions de La Nouvelle Revue française chez Gallimard le même mois comme supplément à la nouvelle édition augmentée de L'École des femmes.

## Résumé
André Gide se voit adresser une réponse épistolaire par Robert X — le mari de la défunte Éveline X qui fit publier de manière posthume son journal intime, sous le titre L'École des femmes, par les soins de sa fille —, qui demande à l'écrivain de publier son droit de réponse à la suite du dévoilement de sa vie de couple par son épouse. Robert, tout à la fois scandalisé par l'action de sa femme et plus encore de sa fille, présente sa version de l'évolution de son mariage où il transparaît que son amour, toujours intact d'une certaine manière pour Éveline, s'est heurté avec le caractère de plus en plus « libre-penseur » de sa femme qui s'éloignait du modèle bourgeois et profondément catholique dans lequel il voulait contraindre son ménage. Selon lui, sa femme n'a pas supporté de le voir tel qu'en lui-même, s'attachant avant tout à l'image idéalisée qu'elle se faisait de lui, et sous l'influence de personnes sans morale religieuse a fini par le lui reprocher.

## Éditions
- Robert, éditions de La Nouvelle Revue française (Gallimard), 1930 (BNF 42568275).
- Trilogie : L'École des femmes, Robert, Geneviève, éditions Gallimard, 1944.
- Robert, tome II des « Romans et récits - André Gide », bibliothèque de la Pléiade, éditions Gallimard, 2009,  (ISBN 978-2-07-011780-2).